# Aéroport international de Mangalore
Pour les articles homonymes, voir IXE.
L'aéroport international de Mangalore ou Bajpe Airport en anglais (code IATA : IXE • code OACI : VOML) est un aéroport domestique et international desservant Mangalore, ville de 400 000 habitants au sud du Karnataka, en Inde.

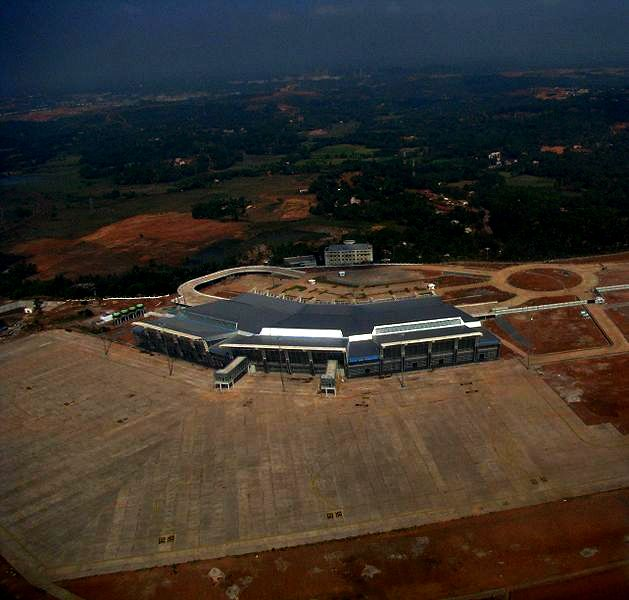
Vue aérienne du nouveau terminal en décembre 2009.

## Situation
| \| 300 km1:23 714 000 \| Delhi Bombay Madras Bangalore Calcutta Hyderabad Cochin Ahmedabad Goa Pune Thiruvananthapuram Calicut Lucknow Guwahati Srinagar Jaipur Bhubaneswar Coimbatore Nagpur Indore Mangalore Visakhapatnam Patna Amritsar Chandigarh Tiruchirappalli Jammu Raipur Bénarès Agartala Port Blair Vadodara Imphal Bagdogra Madurai Bhopal Ranchi Aurangabad Udaipur Leh Tirupati Rajkot Jodhpur Dehradun Dibrugarh Silchar Gaya Cannanore Vijayawada Surate Durgapur Jamnagar Belagavi Hubli-Dharwad Khajurâho Nanded Aizawl Dimapur Agra Bathinda |
| 300 km1:23 714 000 |

## Statistiques
Pour des raisons techniques, il est temporairement impossible d'afficher le graphique qui aurait dû être présenté ici.

Voir la requête brute et les sources sur Wikidata.

## Compagnies et destinations
| Compagnies        | Destinations                                                                                   | Refs.                 |
| ----------------- | ---------------------------------------------------------------------------------------------- | --------------------- |
| Air India         | Bombay-Chhatrapati-Shivaji                                                                     | [citation nécessaire] |
| Air India Express | Abou Dabi, Manama-Bahreïn, Dammam-roi Fahd, Doha-Hamad, Dubaï, Koweït, Mascate                 | [citation nécessaire] |
| IndiGo            | Bangalore-Kempegowda, Madras (Chennai), Hyderabad-R. Gandhi, Bombay-Chhatrapati-Shivaji, Delhi | [ 1 ]                 |
| SpiceJet          | Bangalore-Kempegowda, Madras (Chennai), Hubli, Dubaï, Hyderabad-R. Gandhi, Mumbai              | [citation nécessaire] |

Édité le 19/04/2019

## Incidents et accidents

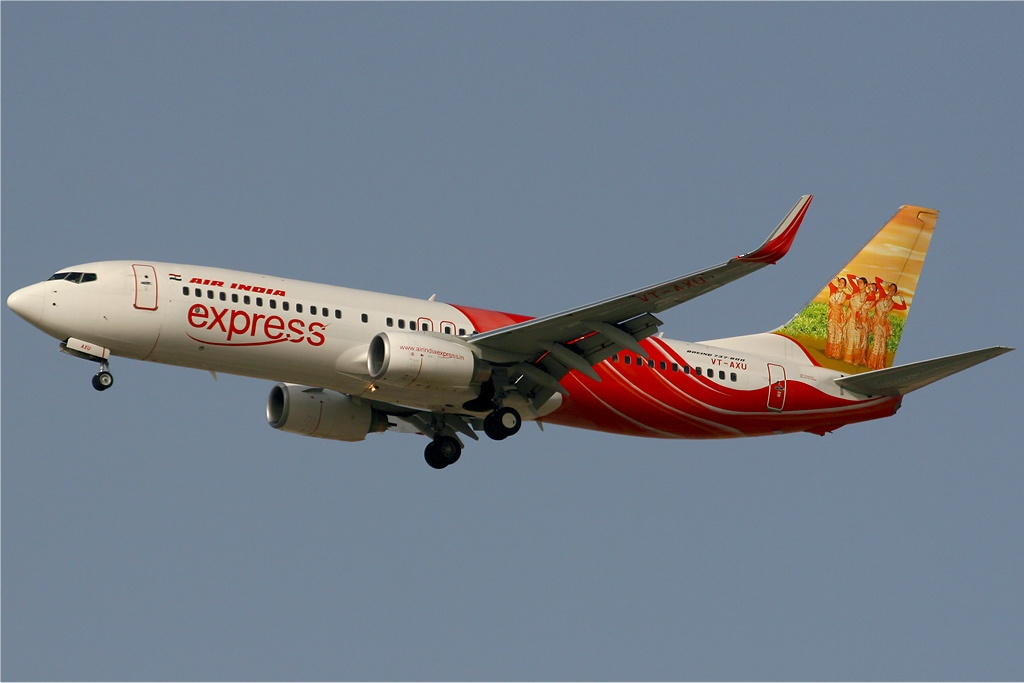
Boeing 737 d'Air India Express similaire à celui qui s'est écrasé.

- 22 mai 2010 : En Inde, le vol IX-812, un Boeing 737-800 d'Air India Express faisant la liaison entre l'aéroport international de Dubaï et Mangalore, s'est écrasé à environ 6 h 30 heure locale (3 h 30 heure française) après avoir raté la piste d'atterrissage, il a fini 1 km plus loin dans une colline. Il y avait 166 personnes à bord, 160 passagers et 6 membres d'équipage. Il y a eu 8 survivants[2].